# Ernst Anton Erdmann von Pannwitz
Ernst Anton Erdmann von Pannwitz (geb. 10. Oktober 1706 in Alt Lomnitz, Grafschaft Glatz; gest. 11. November 1759 in Glatz, Kreis Glatz) war ein preußischer Oberamtsregierungs-, Land-, Kriegs- und Domänenrat.

## Herkunft und Leben

Wappen derer von Pannwitz

Ernst Anton Erdmann von Pannwitz war Angehöriger des Uradelsgeschlechts Pannwitz. Er war der Sohn von Ernst Wilhelm von Pannwitz (1677–1742), Herr auf Nieder-Altlomnitz und dessen Ehefrau (∞ um 1705) Franziska Ernestine Beer von Beerenberg (1685–1744).

## Leben
Ernst Anton Erdmann von Pannwitz saß auf Alt Lomnitz und war Oberamtsregierungsrat sowie Kriegs- und Domänenrat. Ferner war er Rat bei der Landeshauptmannschaft und judex delegatus (etwa abgeordneter bzw. außerordentlicher Richter) bei der Breslauer Oberamtsregierung. 1742 wurde er zum ersten Landrat des Kreises Glatz ernannt. Das Amt als Landrat übte er bis zum Jahr 1759 aus, Nachfolger wurde 1760 Adam Friedrich von Pfeil.

## Familie
Ernst Anton Erdmann von Pannwitz war zwei Mal verheiratet. In erster Ehe war er seit dem 21. Mai 1737 mit Maria Klara Josepha von Gruttschreiber (* 23. März 1713; begraben 7. August 1744) aus dem Hause Gabersdorf, verheiratet. In zweiter Ehe heiratete er um 1746 Johanna Repomucenca von Schenkendorf. Der Sohn aus dieser Ehe war Ernst Wilhelm Anton Wenzel Onuphrius von Pannwitz (1755–1821), Herr auf Rengersdorf, Leutnant und Landrat des Kreises Habelschwerdt.